# Technisches Hilfswerk

Logotipo da Bundesanstalt Technisches Hilfswerk.

A Bundesanstalt Technisches Hilfswerk (Agência Federal do Socorro Técnico, THW) é uma organização de ações de assistência em situações de catástrofe controlada pelo governo federal alemão. Cerca de 99 % dos seus membros são voluntários.

## Tarefas
As tarefas do THW são descritas em uma lei chamada Helferrechtsgesetz. Essas tarefas são:
- Socorro técnico na Alemanha como parte da defesa civil
- Socorro técnico ou humanitário em países estrangeiros, com nomeação pelo governo
- Socorro técnico e logístico de outro (alemão) GOs, ONG ou outras autoridades como brigadas de fogo, polícia ou as autoridades alfandegárias.

## História

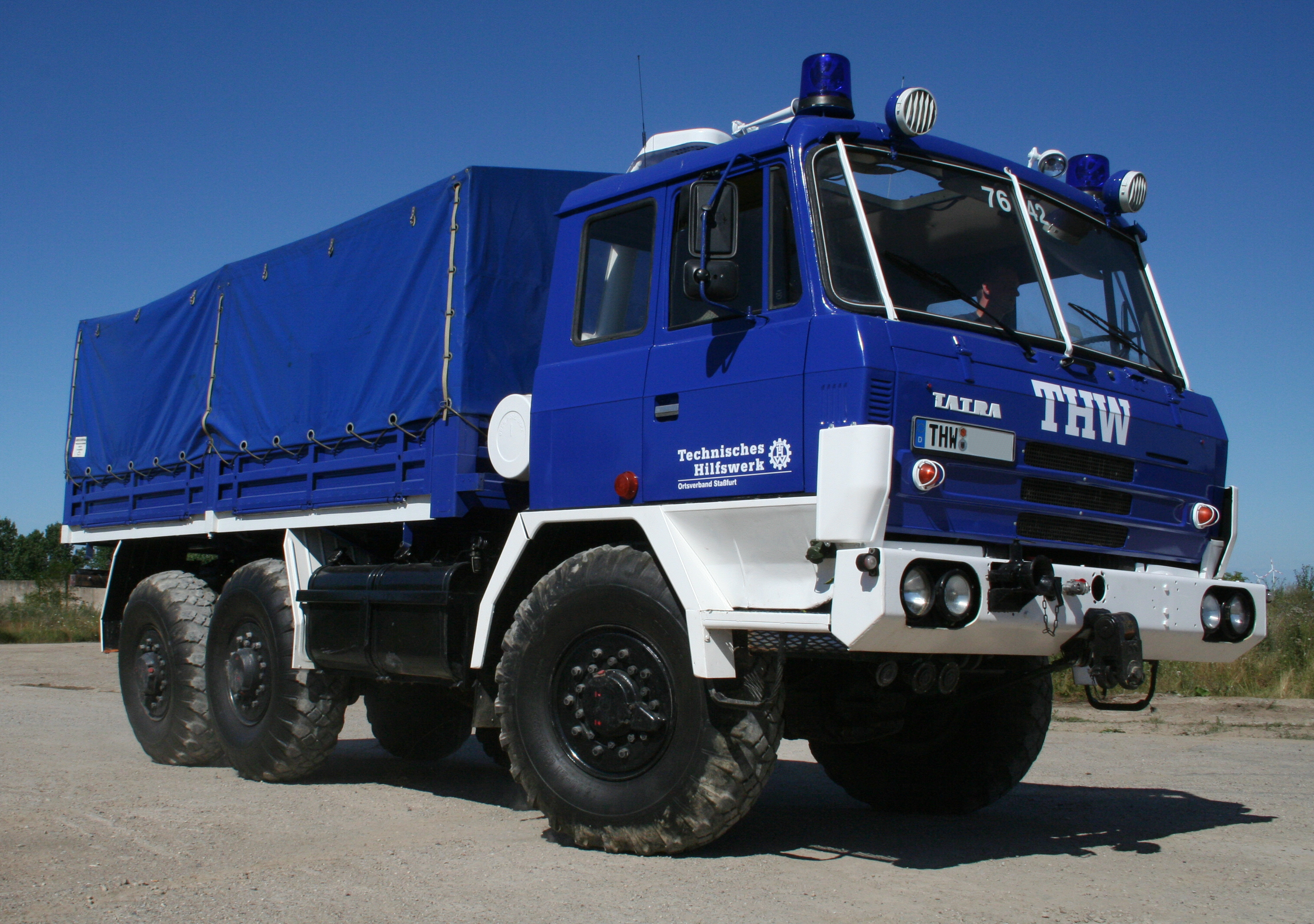
Viatura de transporte da THW

Depois da Segunda Guerra Mundial, o Technisches Hilfswerk foi fundado em 1950.
O objetivo principal foi a defesa civil no caso da guerra. Isto modificou-se durante as décadas; hoje o THW é um ajudante capaz em um largo espectro de desastres, como acidentes de tráfego, desastres industriais, ou terremotos.
A maior ação de controle de desastre realizou-se em Agosto de 2002, depois da inundação severa do rio de Elbe na Alemanha oriental.
Ao todo, aproximadamente 24.000 membros THW participaram na operação, com até 10.000 pessoas que ajudam simultaneamente ao longo do Elbe e os seus tributários.

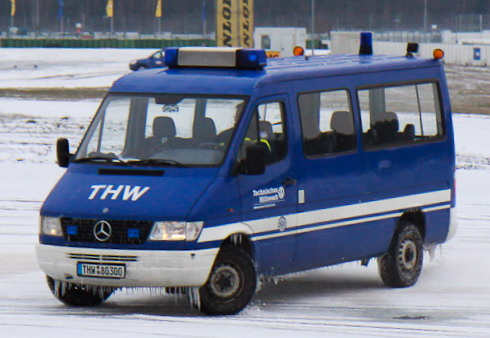
Transportadora de pessoal da THW

A maior ação fora da Alemanha esteve em França em 2000, quando as tempestades destruíram o sistema elétrico, e a maior parte das árvores que bloquearam muitas ruas. O trabalho principal fornecia o poder elétrico temporário dos hospitais e outras instituições importantes e reedificava partes do sistema elétrico.
A organização também foi ativa em muitas operações de ações de assistência em situações de catástrofe fora, por exemplo o tsunami de 2004, o Furacão Katrina em 2005, e o terremoto de Cachmir, também em 2005.

## Organização
O THW é colocado por todas as partes da Alemanha em 669 bases locais, chamadas Ortsverbände. Aproximadamente 80.000 pessoas trabalham para esta organização.

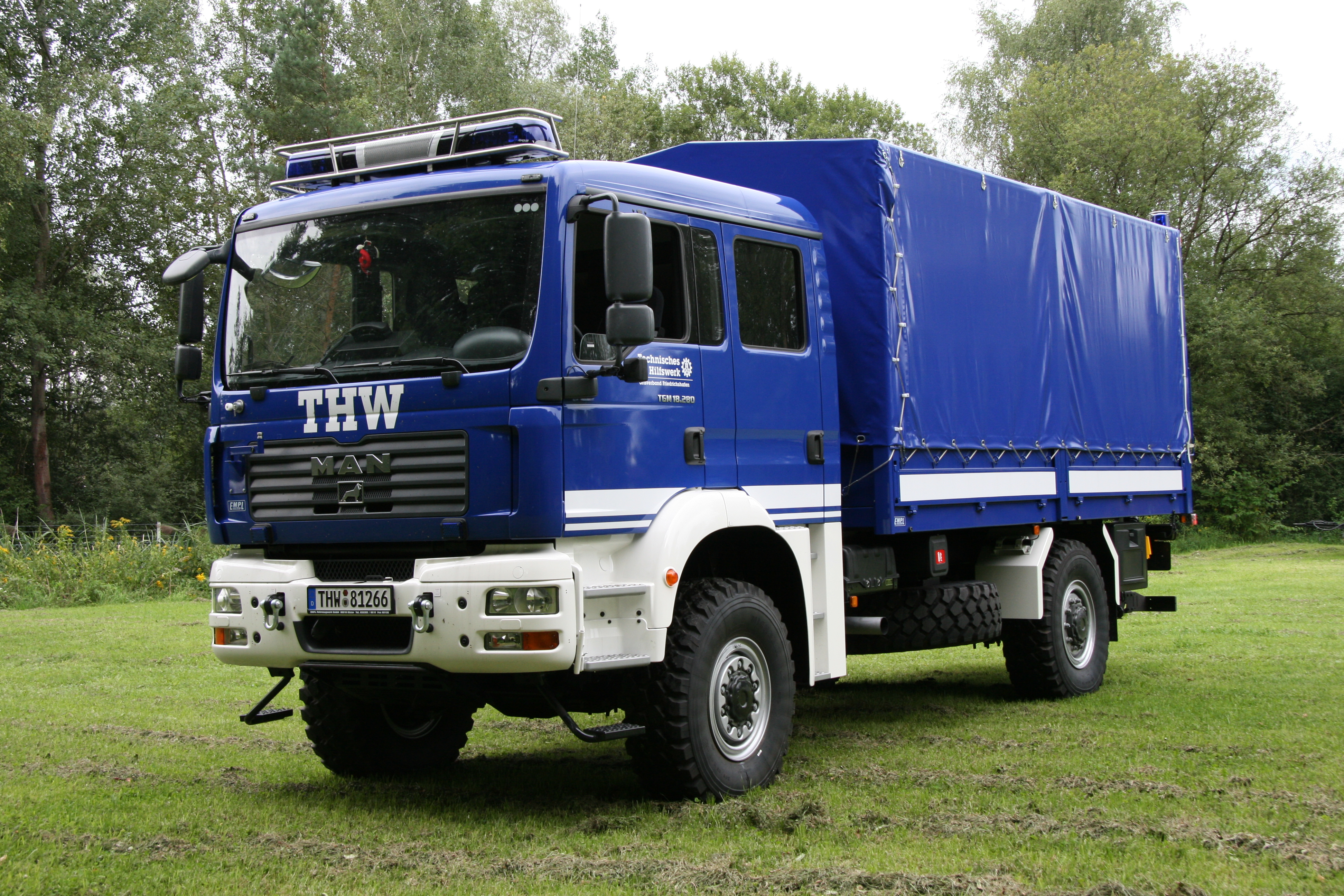
Um caminhão MAN da THW

A maioria daqueles é voluntários, enquanto aproximadamente 800 são de tempo integral de trabalho na administração da organização. Cada Ortsverbände mantém um ou vários Technische Züge (pelotões técnicos), cada um composto de um Zugtrupp (ordene a equipe), compreendendo quatro voluntários, dois Bergungsgruppen, compreensão de nove para doze voluntários, e uns para três Fachgruppen, compreensão de quatro para dezoito voluntários.

## Bergungsgruppe
O tipo principal da unidade THW (aproximadamente dois fora de três) é o Bergungsgruppe (resgate e esquadra de salvamento), equipado com instrumentos pesados como tesoura hidráulica, cadeia saws, e martelos pneumáticos.

## Fachgruppen
Os Fachgruppen (esquadras) incluem:
- Infrastruktur (infraestrutura),
- Räumen (despejo de entulho),
- Elektroversorgung (provisão elétrica),
- Beleuchtung (iluminação),
- Wasserschaden / Pumpen (o dano de água / bombeando),
- Wassergefahren (o risco de água),
- Logistik (logística),
- Ölschaden (poluição de óleo),
- Trinkwasserversorgung (distribuição de água e tratamento),
- Führung und Kommunikation (ordem de unidade técnica, controle e comunicações)
- Ortung (detenção)

entre outros.

## Operações estrangeiras
Para o socorro em países estrangeiros, há quatro unidades Schnelleinsatzeinheiten Bergung Ausland (ou SEEBA, pesquisa de unidade de desdobramento rápida e resgate), capazes de ir transportados pelo ar dentro de seis horas, e cinco unidades Schnelleinsatzeinheiten Wasserversorgung Ausland ou SEEWA (distribuição de água de desdobramento rápida e tratamento).

## Alistamento
Na Alemanha, o serviço militar era obrigatório para homens adultos.
Em vez de se juntar ao serviço militar por nove meses, uma das alternativas era de se juntar a uma organização de voluntário de não-combatentes do Katastrophenschutz alemão (ações de assistência em situações de catástrofe) ou Zivilschutz (defesa civil) para um mínimo de seis anos. 